# Olimpiada szachowa 1964

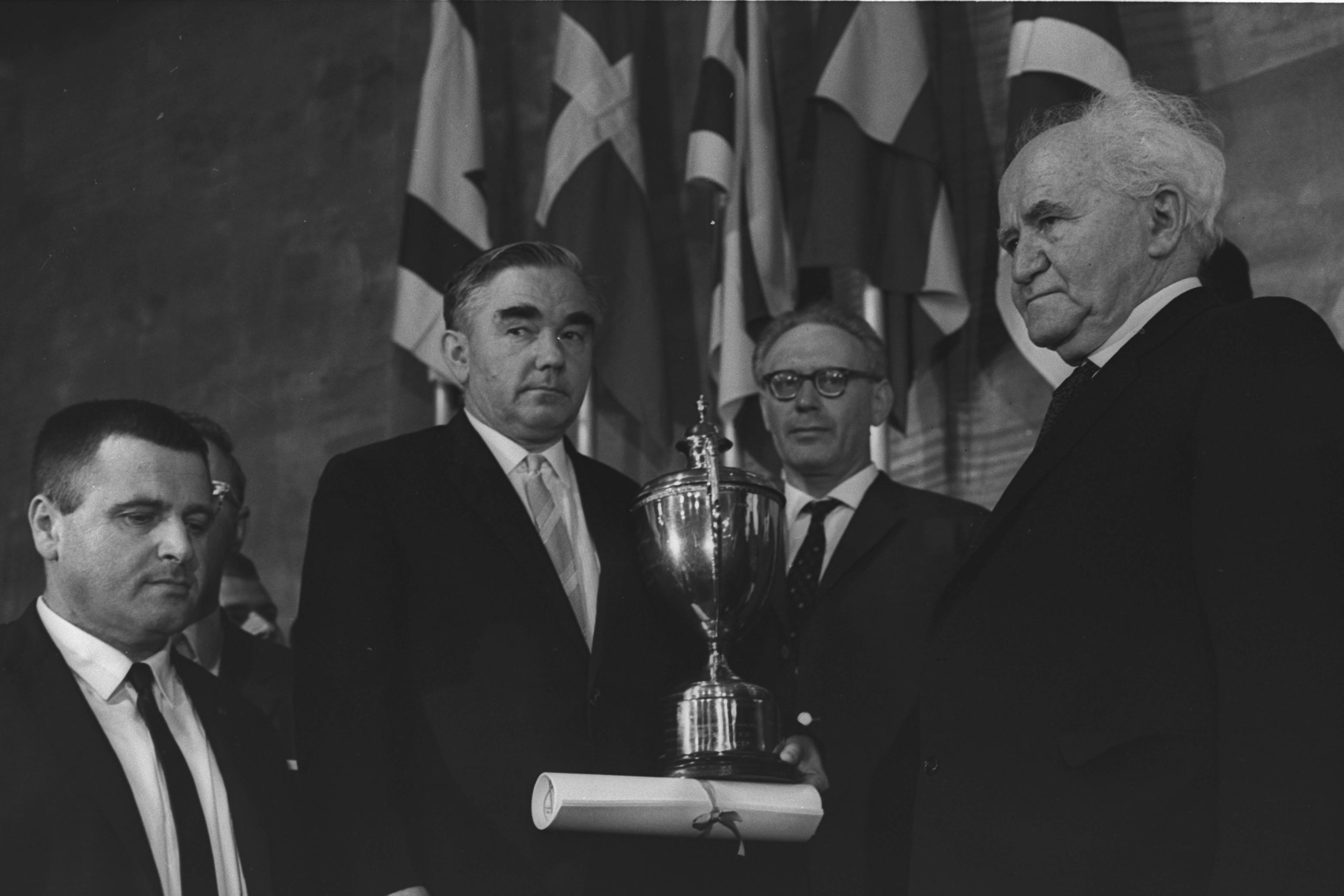

Olimpiada szachowa 1964 rozegrana została w Tel Awiwie w dniach 2 - 25 listopada 1964 r.

## 16. olimpiada szachowa mężczyzn
Wyniki końcowe finałów A i B (50 drużyn, eliminacje w siedmiu grupach + cztery finały, system kołowy).
| Miejsce           | Kraj              | Punkty |
| ----------------- | ----------------- | ------ |
| Finał A (13 rund) |                   |        |
| 1                 | ZSRR              | 36½    |
| 2                 | Jugosławia        | 32     |
| 3                 | RFN               | 30½    |
| 4                 | Węgry             | 30     |
| 5                 | Czechosłowacja    | 28½    |
| 6                 | Stany Zjednoczone | 27½    |
| 7                 | Bułgaria          | 27     |
| 8                 | Rumunia           | 27     |
| 9                 | Argentyna         | 26     |
| 10                | Polska            | 24     |
| 11                | Holandia          | 21     |
| 12                | Kanada            | 19     |
| 13                | Hiszpania         | 17½    |
| 14                | Izrael            | 17½    |

| Miejsce           | Kraj     | Punkty |
| ----------------- | -------- | ------ |
| Finał B (13 rund) |          |        |
| 15                | NRD      | 38½    |
| 16                | Szwecja  | 32     |
| 17                | Dania    | 31½    |
| 18                | Anglia   | 31     |
| 19                | Peru     | 27½    |
| 20                | Austria  | 27½    |
| 21                | Kuba     | 26     |
| 22                | Norwegia | 25½    |
| 23                | Mongolia | 25½    |
| 24                | Chile    | 24     |
| 25                | Filipiny | 22½    |
| 26                | Ekwador  | 18     |
| 27                | Paragwaj | 17½    |
| 28                | Szkocja  | 17     |

| Miejsce | Medaliści + skład reprezentacji Polski                                                                    |
| ------- | --- |
| 1       | Tigran Petrosjan, Michaił Botwinnik, Wasilij Smysłow, Paul Keres, Leonid Stein, Borys Spasski             |
| 2       | Svetozar Gligorić, Borislav Ivkov, Aleksandar Matanović, Bruno Parma, Mijo Udovčić, Milan Matulović       |
| 3       | Wolfgang Unzicker, Klaus Darga, Lothar Schmid, Helmut Pfleger, Dieter Mohrlok, Wolfram Bialas             |
|         | Zbigniew Doda, Jacek Bednarski, Bogdan Śliwa, Andrzej Filipowicz, Witold Balcerowski, Włodzimierz Schmidt |